# Myrtillocactus
Myrtillocactus es un género de cactus. El género se encuentra desde México a Guatemala. La especie más conocida es Myrtillocactus geometrizans. Comprende 12 especies descritas y de estas, solo 5 aceptadas.

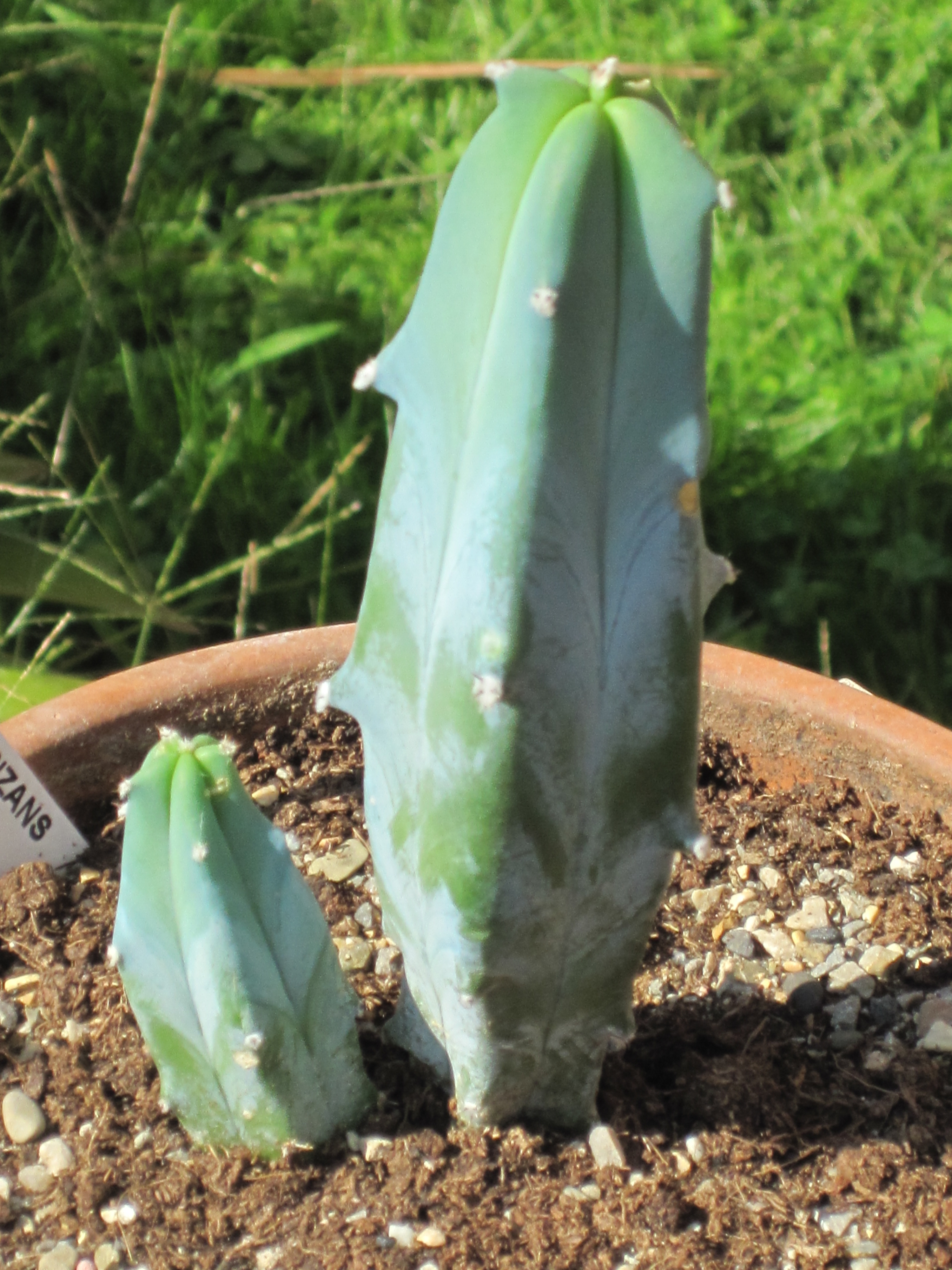
Myrtillocactus geometrizans

## Taxonomía
El género fue descrito por Michelangelo Console y publicado en Bollettino delle Reale Orto Botanico di Palermo 1: 8. 1897. La especie tipo es: Myrtillocactus geometrizans
Etimología
Myrtillocactus: nombre genérico que deriva del griego y se refiere a la forma de su fruto.

## Especies aceptadas
A continuación se brinda un listado de las especies del género Myrtillocactus aceptadas hasta febrero de 2015, ordenadas alfabéticamente. Para cada una se indica el nombre binomial seguido del autor, abreviado según las convenciones y usos.	
- Myrtillocactus cochal
- Myrtillocactus eichlamii
- Myrtillocactus geometrizans
- Myrtillocactus schenckii